# Anancistrogera
Anancistrogera is een geslacht van rechtvleugeligen uit de familie Gryllacrididae. De wetenschappelijke naam van dit geslacht is voor het eerst geldig gepubliceerd in 1937 door Heinrich Hugo Karny.

## Soorten
Het geslacht Anancistrogera omvat de volgende soorten:
- Anancistrogera bicornuta Karny, 1930
- Anancistrogera brachyptera Gerstaecker, 1860
- Anancistrogera ceylonica Karny, 1937
- Anancistrogera chopardi Karny, 1926
- Anancistrogera crucispina Karny, 1929
- Anancistrogera dubia Willemse, 1953
- Anancistrogera fuscinervis Stål, 1877
- Anancistrogera isseli Griffini, 1913
- Anancistrogera limbaticollis Stål, 1877
- Anancistrogera nigrogeniculata Brunner von Wattenwyl, 1888
- Anancistrogera palauensis Vickery & Kevan, 1999
- Anancistrogera plebeja Stål, 1877
- Anancistrogera recticauda Karny, 1925
- Anancistrogera sarasini Karny, 1931